# Черњиковице (Рихнов на Књежној)
Черњиковице (чеш. Černíkovice) је насељено мјесто са административним статусом сеоске општине (чеш. obec) у округу Рихнов на Књежној, у Краловехрадечком крају, Чешка Република.

## Становништво
Према подацима о броју становника из 2014. године насеље је имало 723 становника.